# Ernst Hartert
Ernst Johann Otto Hartert (29 de Outubro de 1859 - 11 de Novembro de 1933) foi um ornitólogo e zoologista alemão. Hartert nasceu em Hamburgo. Foi contratado por Lionel Walter Rothschild como conservador ornitológico do seu museu privado em Tring, de 1892 a 1929.
Hartert publicou a revista trimestral Novitates Zoologicae (1894-1939) com Rothschild, e também Hand List of British Birds (1912) com Jourdain, Ticehurst e Witherby. Escreveu também Die Vögel der paläarktishen Fauna (1903-1922) e viajou pela Índia, África e América do Sul, por conta do seu empregador.
Retirou em 1930 para Berlim, onde morreu em 1933.
 Media relacionados com Ernst Hartert no Wikimedia Commons